# Сан-Бартоломе-де-Бехар
Сан-Бартоломе-де-Бехар (ісп. San Bartolomé de Béjar) — муніципалітет в Іспанії, у складі автономної спільноти Кастилія-і-Леон, у провінції Авіла. Населення — 45 осіб (2010).
Муніципалітет розташований на відстані близько 170 км на захід від Мадрида, 85 км на захід від Авіли.

## Демографія
Динаміка населення (INE ):